# 문 (라인프렌즈)
문(MOON)은 라인프렌즈에서 제작한 캐릭터이다. 모티브는 달이다. 애니메이션 라인타운 성우는 모리카와 토시유키(일본판) / 엄상현(한국판)이다. 

## 개요
라인프렌즈에서 제작한 캐릭터로 사상 최초로 등장한 라인프렌즈 캐릭터 1호이다. 달처럼 둥글게 보이는 모습을 가졌고 쾌활한 성격이지만 때로는 감정이나 표정에 따라 변화가 잦은 편이며 엉뚱하고 괴짜스러운 성격도 있다. 
표정 변화에 따라 다양한 모습으로 나오기도 하여서 상황에 따라 다르게 나온다. 

## 특징
라인프렌즈 최초의 캐릭터이기 때문에 역사적으로도 오래된 편이자 브라운, 코니가 나오기 이전에는 라인프렌즈를 대표하였던 캐릭터이기도 하였다. 
성격과는 달리 어두운 과거를 지니고 있는 것으로 알려졌다.